# 屯門時代廣場

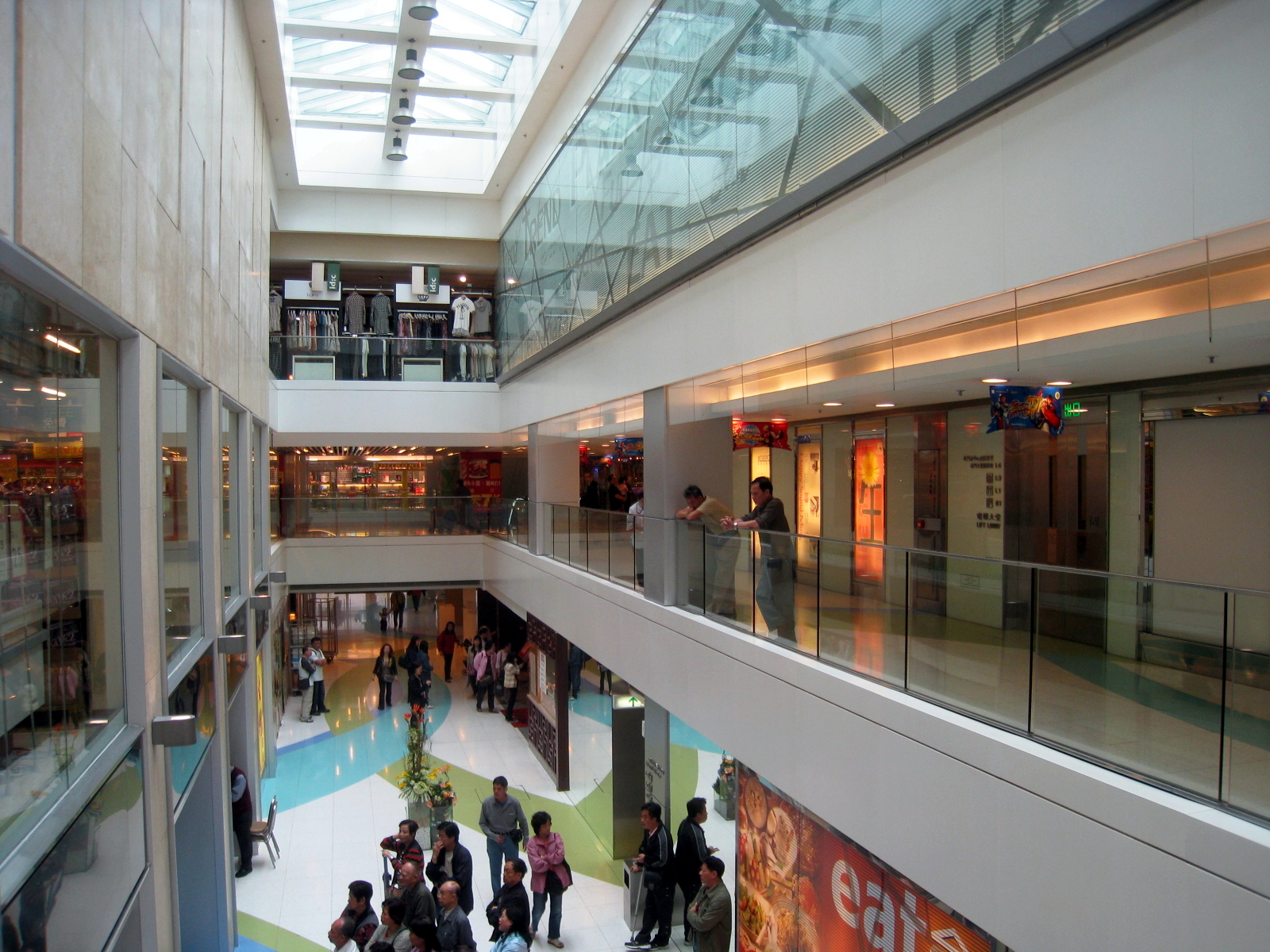
屯門時代廣場北翼商場中庭

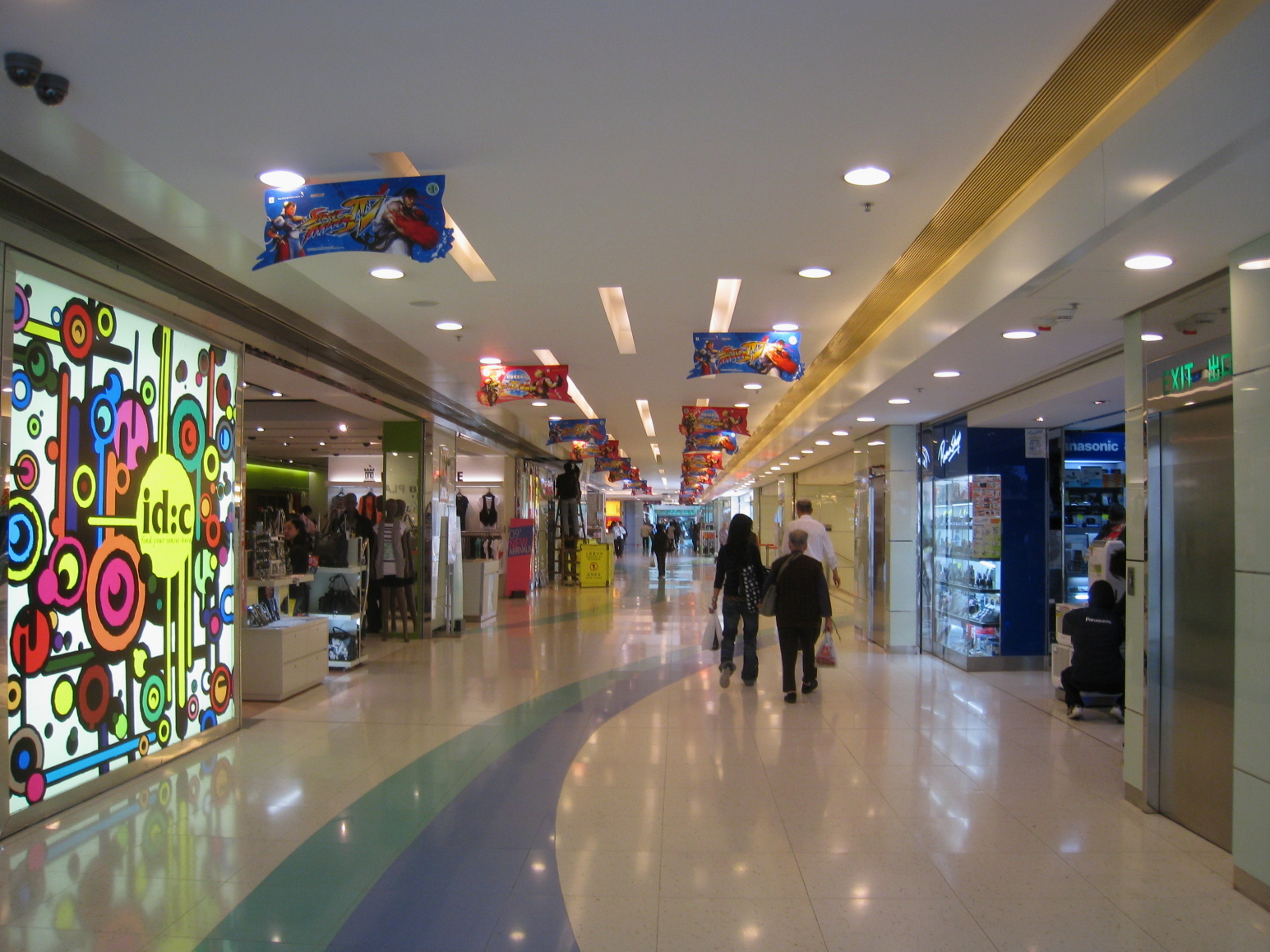
屯門時代廣場北翼3樓曾為大型服飾店id:c

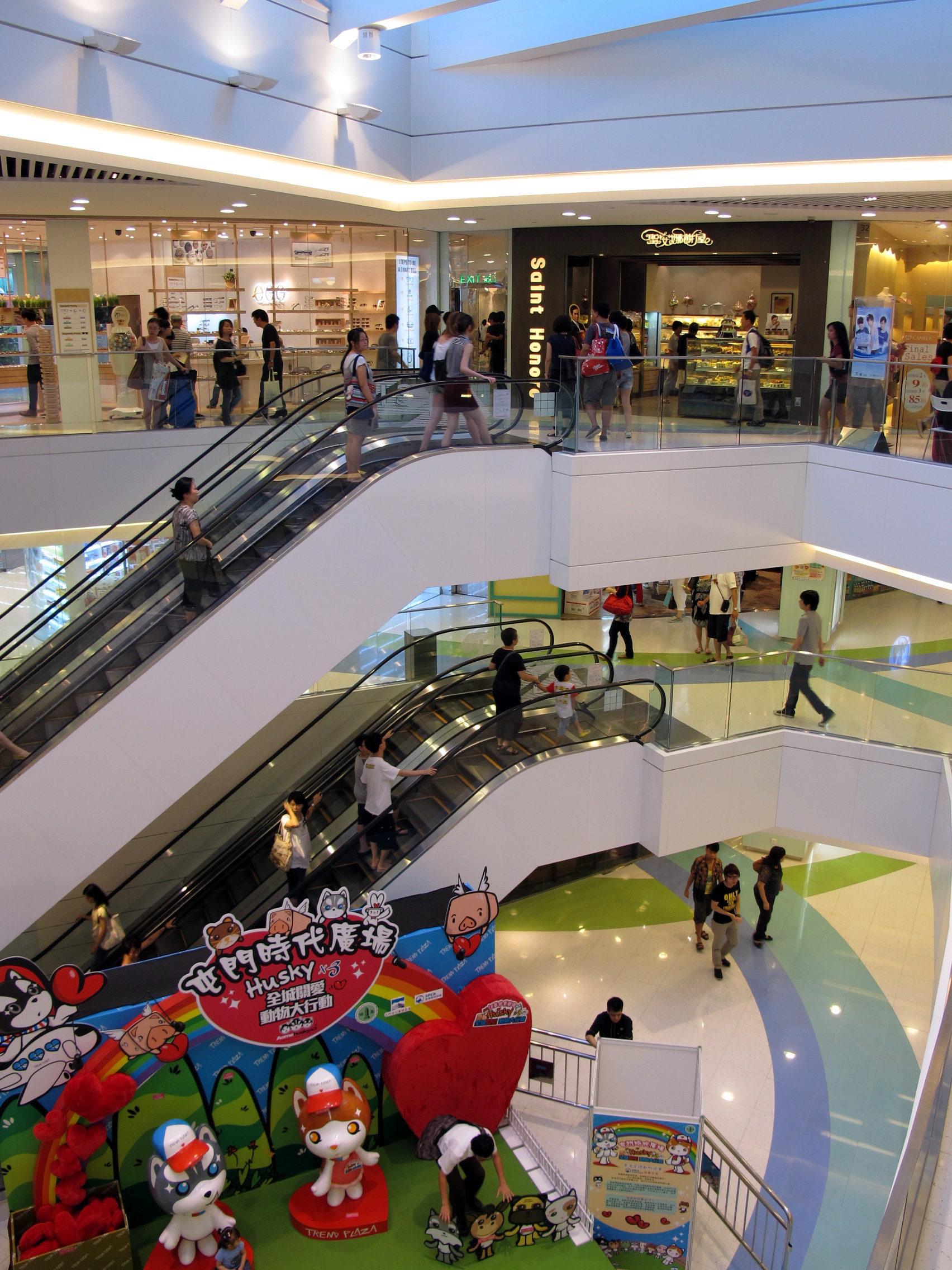
屯門時代廣場南翼商場中庭

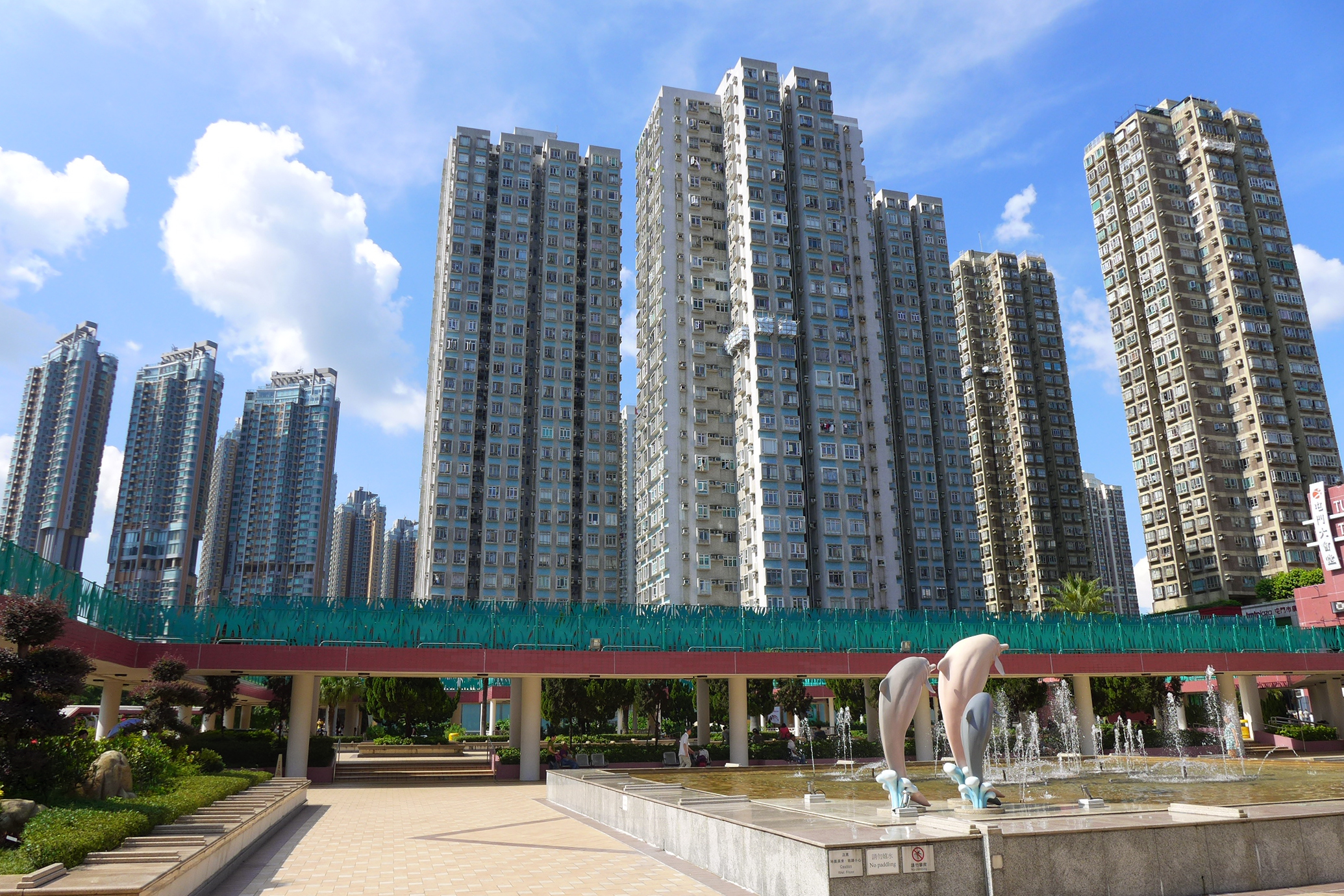
從屯門文娛廣場向北望，左起分別為瓏門、時代廣場（E座、D座、C座）、屯門市廣場一期（4座、5座）及右前方的屯門大會堂。

屯門時代廣場（英語：Trend Plaza），是香港新界屯門區一處大型購物商場、屋苑，為屯門市中心組成部份之一，鄰近設置有輕鐵站、港鐵站和巴士總站。發展商為恆基兆業地產，於1988年落成，共分為2期(南翼及北翼)，建於在青山灣避風塘外的填海地上。屋苑基座為商場，面積超過20萬平方呎，上蓋為住宅項目，共有5座大廈，其中北翼三樓商場接近全層為同集團之千色Citistore。

## 北翼商場
北翼商場在2005年起翻新，耗資超過5000萬。包括將外牆改建為玻璃幕牆讓更多陽光直透入商場內部；將南北翼的天橋由密封式改為開放式，並增設冷氣系統。商場的內部亦全面翻新、加設扶手電梯及重新規劃各樓層的商店。翻新工程於2007年完成。此外，北翼商場二樓前身為屯門戲院A院及B院，總實用面積18,550平方呎，由劉皇發家族持有，於2005年5月出售。現址在2007年改為14間商店。

### 1樓
商場1樓設有多間連鎖食肆，包括牛奶冰室（前租戶為佳記餐廳）、金記冰室（前租戶為大拇指）、譚仔三哥米線、榮式燒雞扒、滿記甜品等，另其他店舖包括中國銀行、診所及多間地產代理。好日子皇宴搬遷至南翼後，該舖位分間成多個舖位，包括Ruby Tuesday、美心集團旗下元氣壽司、以及入口面向屯門鄉事會路的地茂館甜品、水門雞飯、Goobne Chicken等。

### 2樓
商場2樓設有多間商店，最大的租戶為惠康超級市場，其他店舖包括食肆居食屋和民及其旗下的Pastaholic意粉狂熱、連鎖寵物店Q-Pets、Hunter Pet Shop、髮型屋等。

### 3樓
商場3樓最大的租戶為大型百貨店千色Citistore，曾改作時裝百貨店id:c，至2013年改回千色Citistore。其他店舖包括媽咪雞蛋仔、一鼎‧台式火鍋（前租戶為板長壽司）等。北翼3樓於2022年中旬起進行大規模裝修，天仁茗茶、Panashop電器店、板長壽司及大快活先後相繼結業。3樓設有行人天橋往屯門市廣場、錦華花園及屯門文娛廣場、V city。3樓亦設樓梯前往4樓住宅花園平台。

## 南翼商場
南翼商場針對年青人作為主要對象，商場在2009年5月進行翻新工程，工程包括全面翻新商場內部及重新規劃各樓層的商店，2010年5月開設部份已翻新的範圍及關閉其餘地方進行翻新。至2012年翻新工程完成。
於未翻新前，商場一樓的中央設有小型展覽場地，曾用作拍賣、展覽、推廣活動及樓盤示範單位等。而店舖包括客家好棧、玉器店等；而商場2樓則有上海商業銀行、星展銀行、時代電器化中心、眼鏡店等，叙福樓在90年代亦有在商場2樓設有分店；而商場三樓則有日本城、手機買賣專門店、電腦維修店、貼紙相店等，現已全數結業。

### 1樓
商場1樓最大的租戶為好日子皇宴（前租戶為迎囍大酒樓）。其他商戶包括太興燒味餐廳、爭鮮迴轉壽司、九份飽（前租戶為東京築地拉麵）、大棧、快圖美、藥房等。商場中庭亦設於此層。

### 2樓
商場2樓最大的租戶為稻香及商務印書館，其他店舖包括美國冒險樂園、大生生活超市（前租戶為價真棧）、龍門一番、台式茶飲店賞茶、LEONA、韓印紅、莎娜美、HKTVmall O2O商店以及優品360等。

### 3樓
商場3樓最大的租戶曾為豐澤電器，現已結業並分間成多間商店，包括鮨樂，其他店舖包括麥當勞餐廳、牛摩+、位元堂、同心堂、吉野家、美心西餅、聖安娜餅屋、萬寧、Bless Cold Pressed Juice、MORIMOR、eGG Optical Boutique、7-11、貢茶、老虎堂 & 芋見好圓、時裝手袋店、電訊商及珠寶店等。

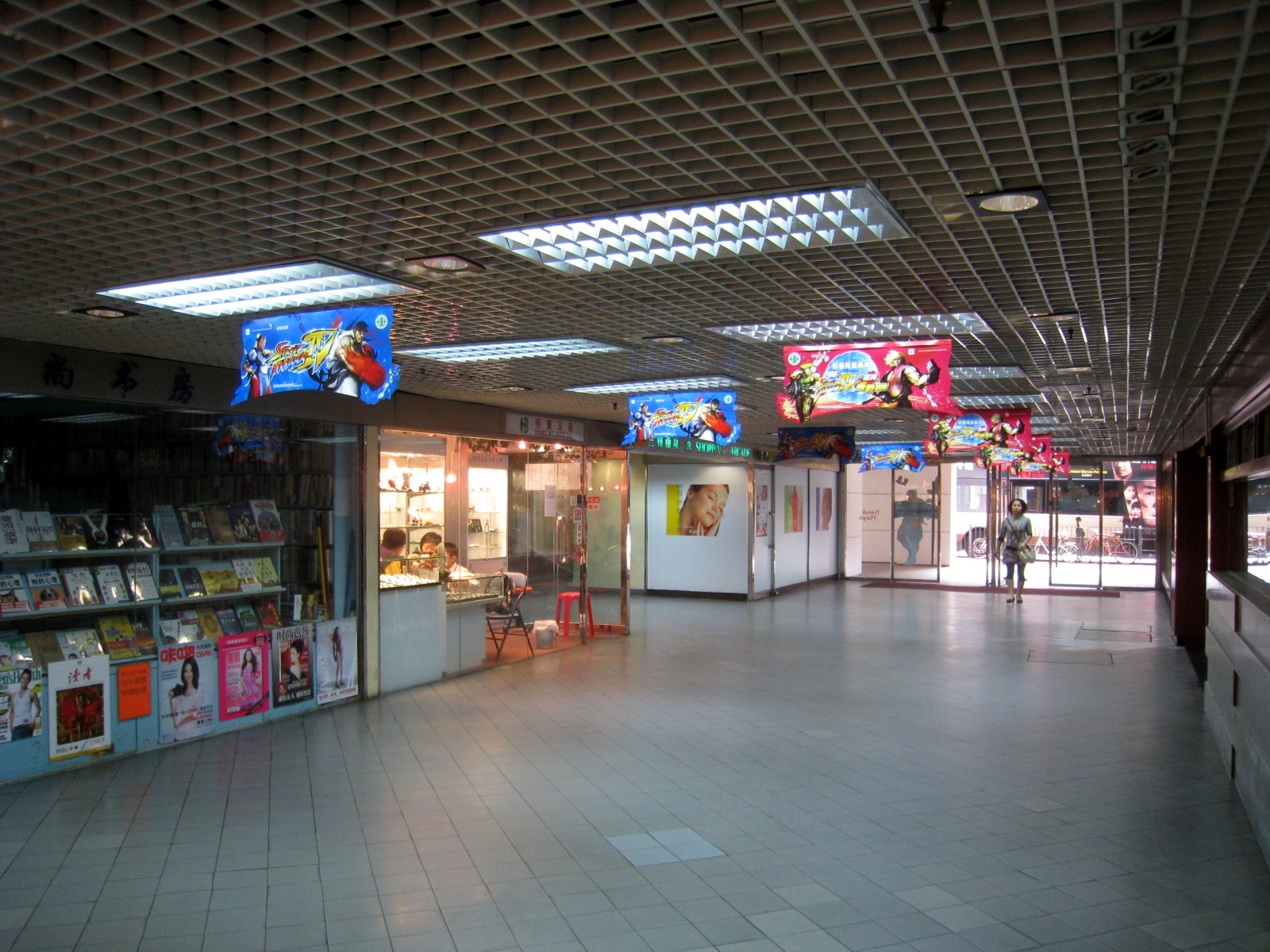
未翻新前商場1樓
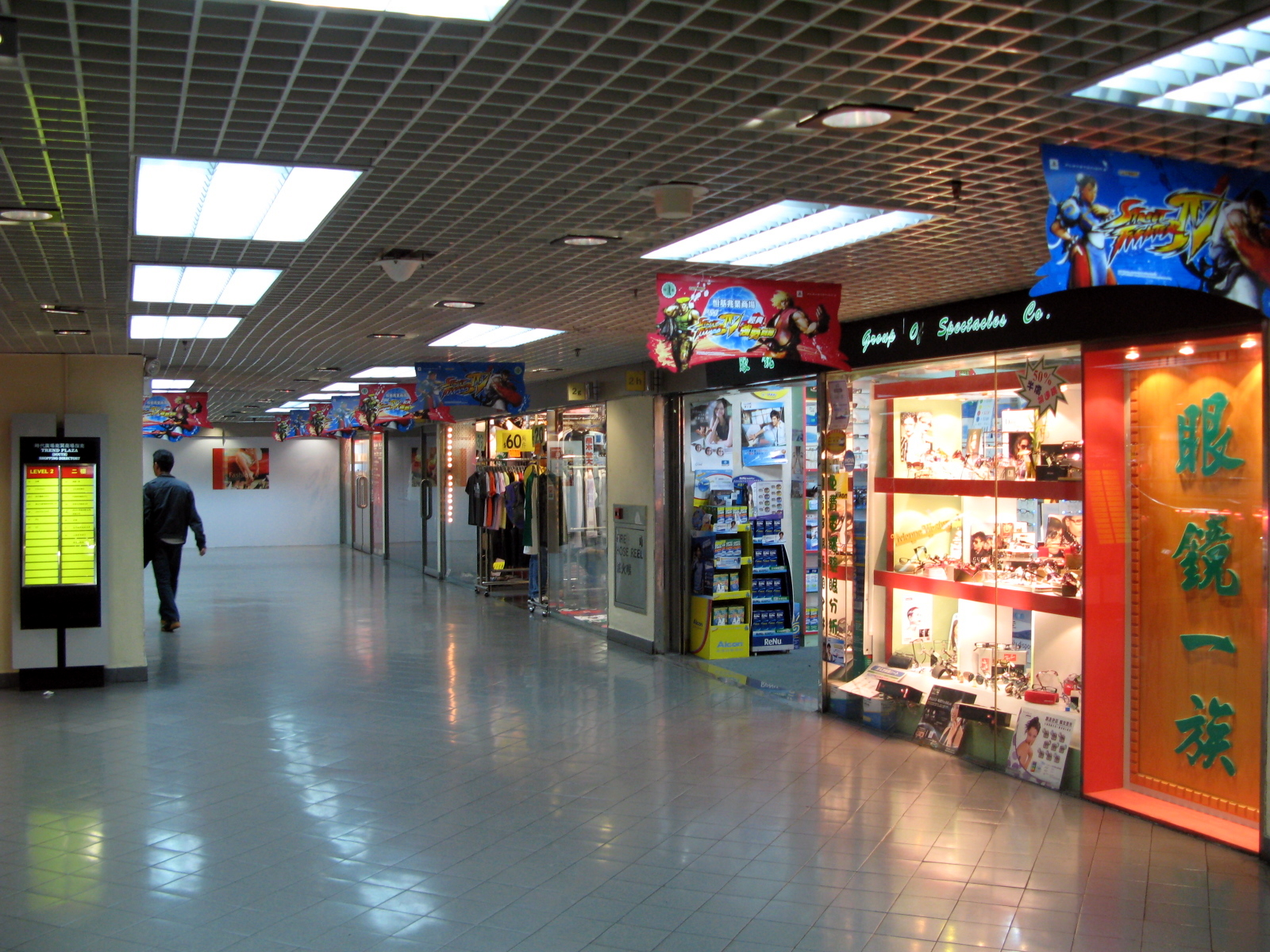
未翻新前商場2樓
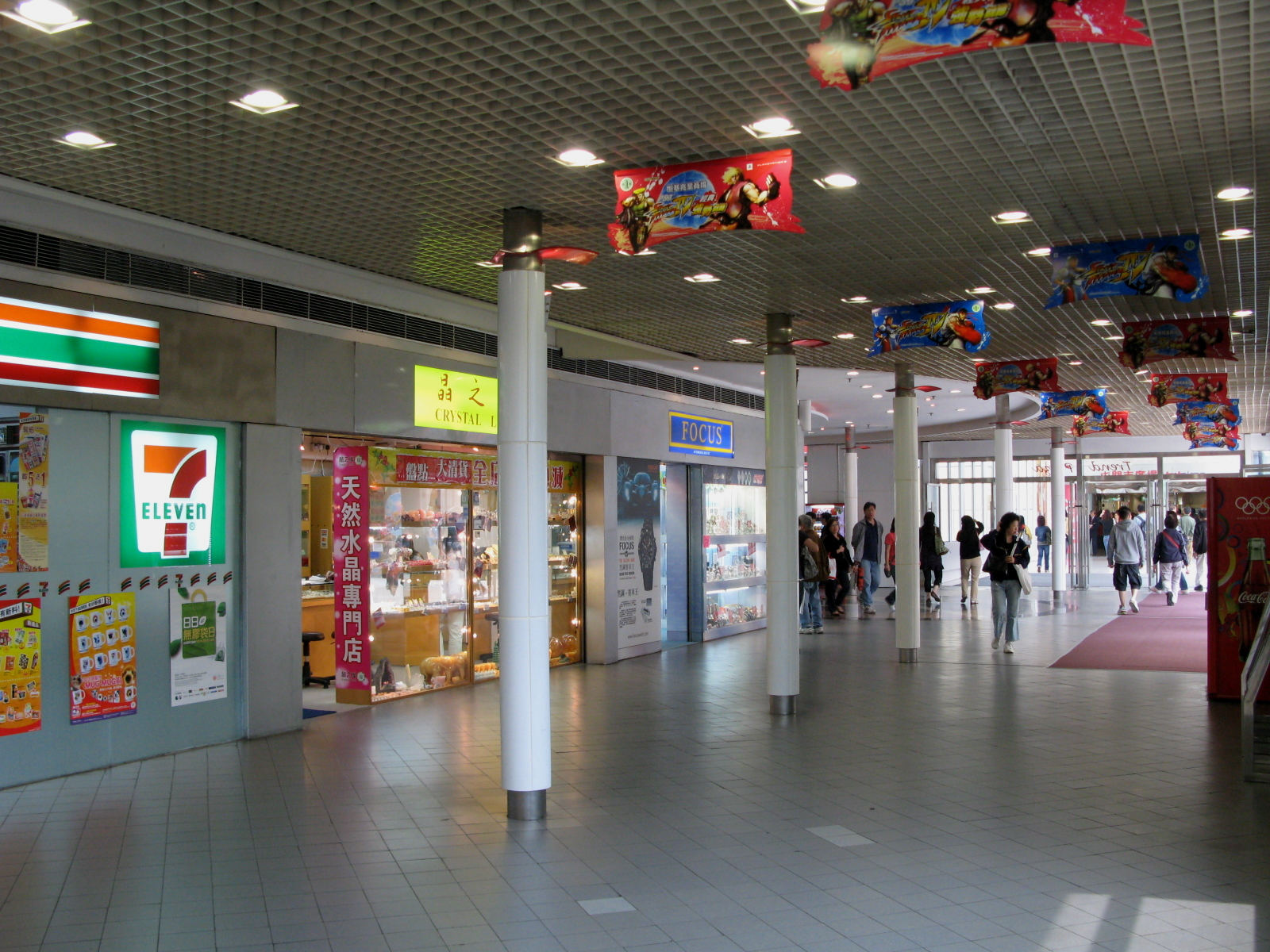
未翻新前商場3樓
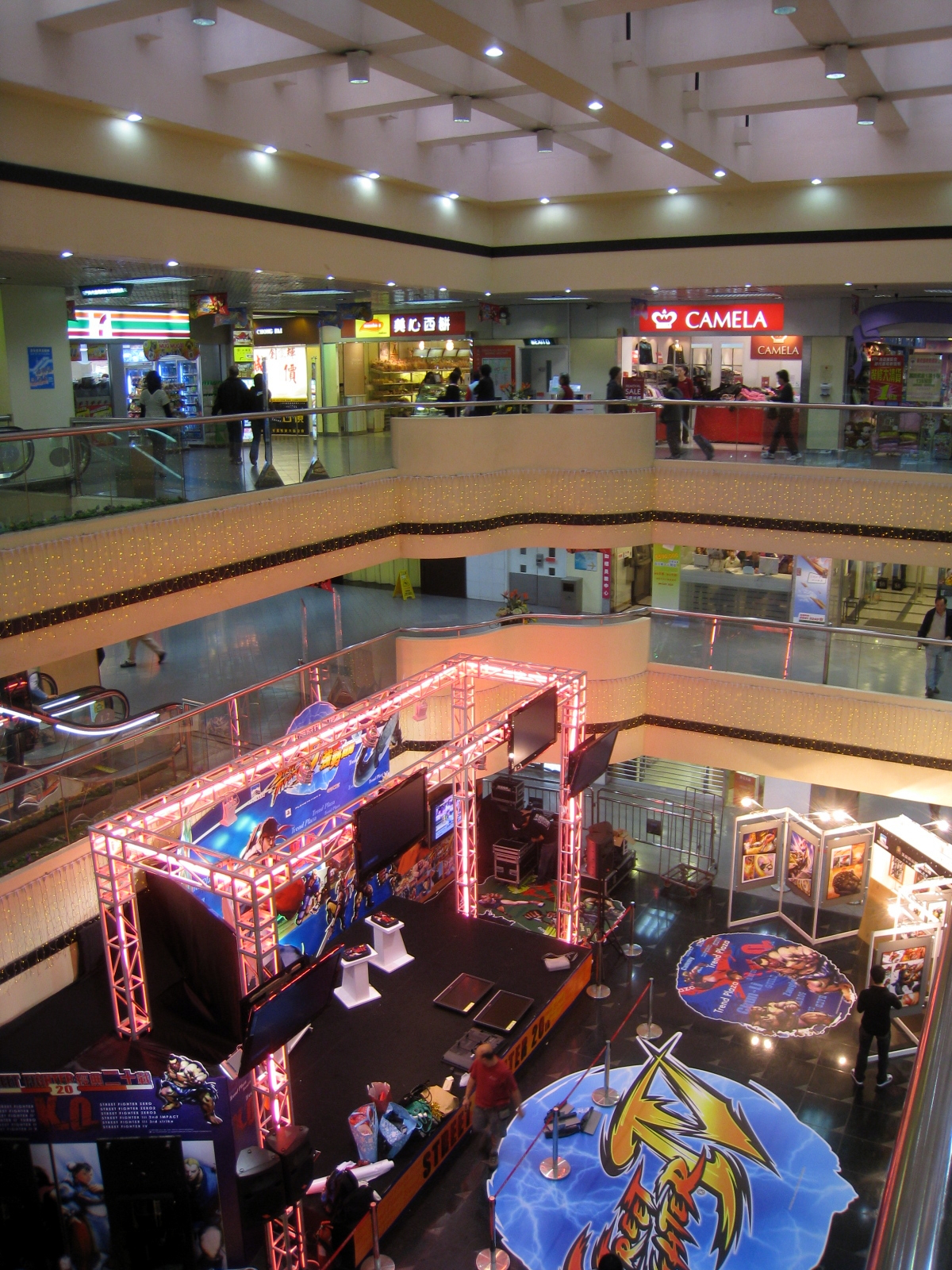
屯門時代廣場南翼未翻新前商場中庭
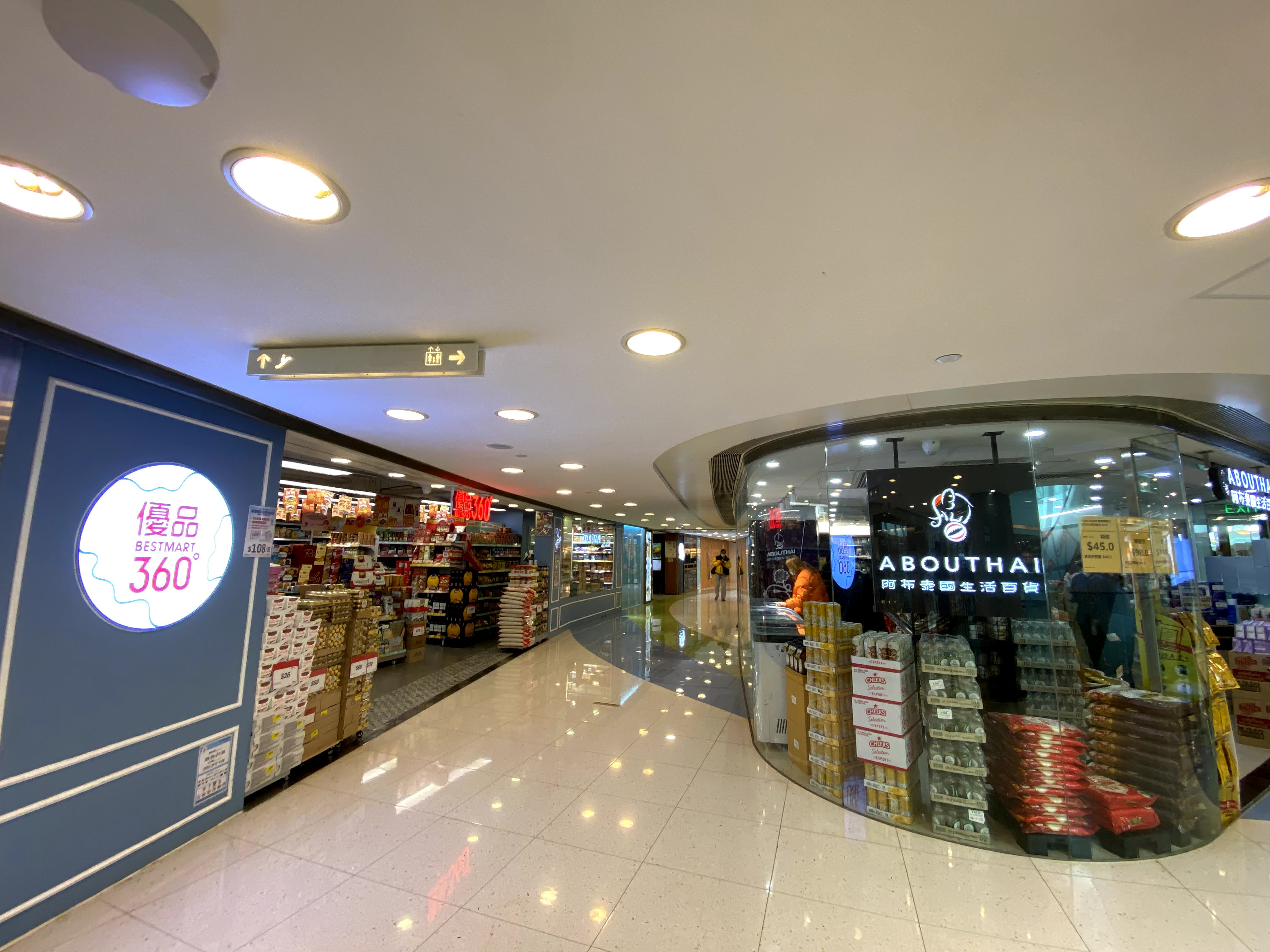
翻新後商場2樓（2021年1月）
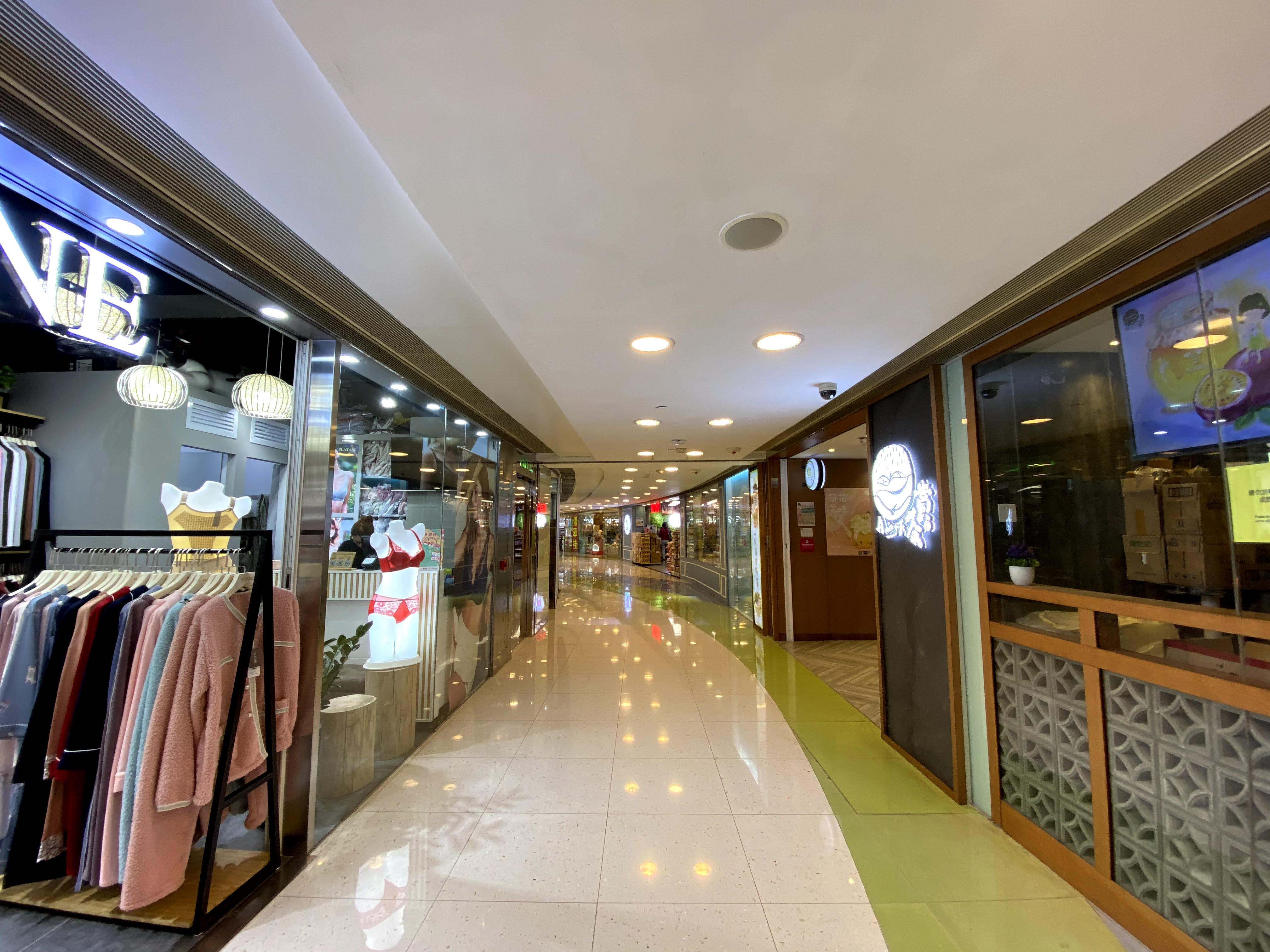
翻新後商場2樓（2021年1月）
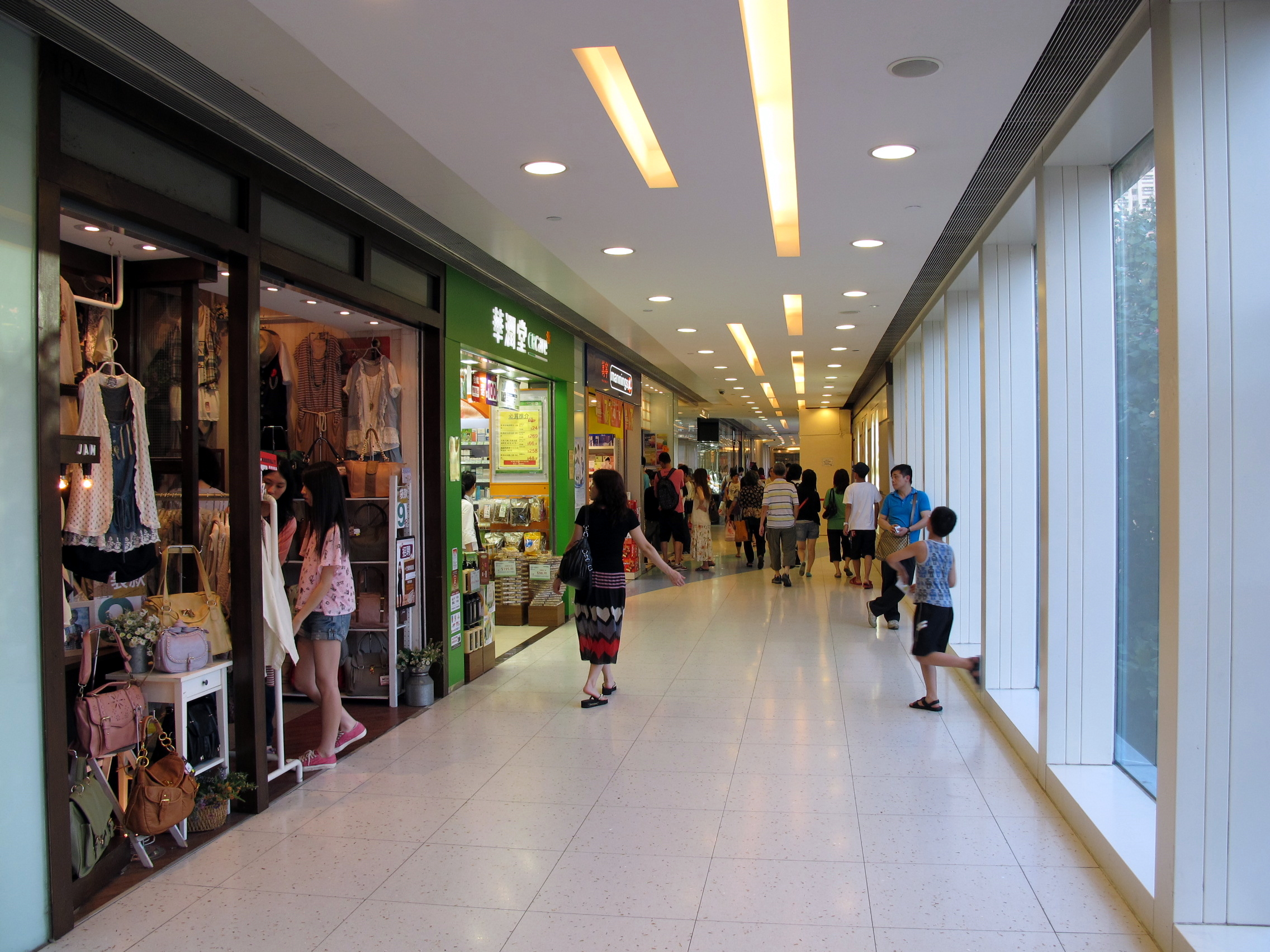
翻新後商場3樓
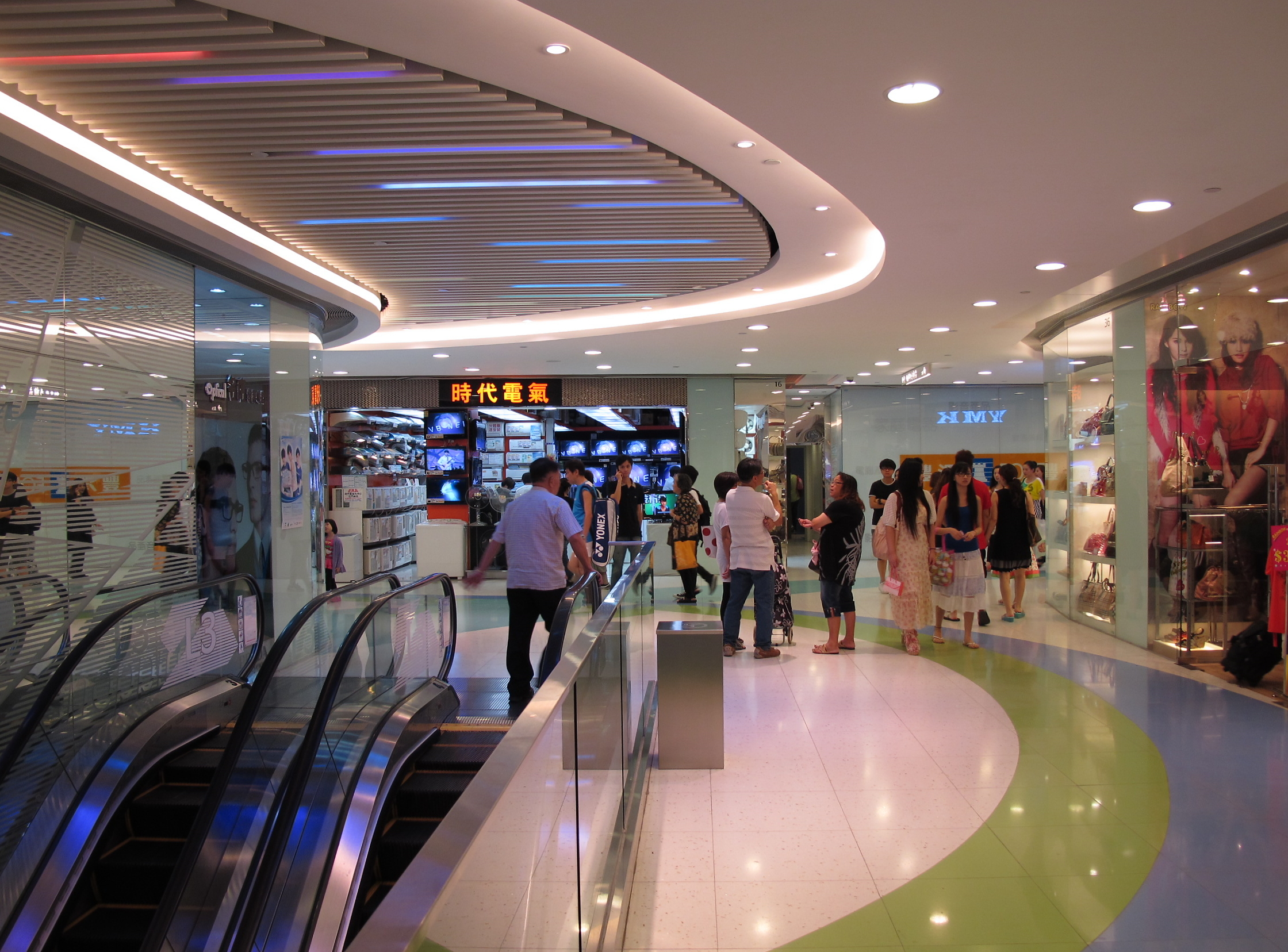
翻新後商場3樓

## 屯門市中心行人平台
屯門時代廣場是屯門市中心行人平台建築群之一。此行人天橋平台位於屯門時代廣場的L3層，模式與中區行人天橋系統、灣仔北行人平台和沙田市中心行人平台類同。在市中心的商場第3層，出入口四通八達，以行人天橋及廣場平台建築，與周邊大廈及商場互聯，包括與屯門市廣場及至屯門文娛廣場互連。行人天橋亦可通往屯門公園、屯門站和V city。

## 事故

### 假天花倒塌
2014年3月30日晚上，香港天文台發出黑色暴雨警告，暴雨下屯門時代廣場內滲下大量雨水，更導致天花板倒塌，幸未有人受傷。近出入口因天花板倒塌而損毀的部份通道在2014年年中才重新安裝使用。

### 「光復屯門」示威，警察武力驅趕

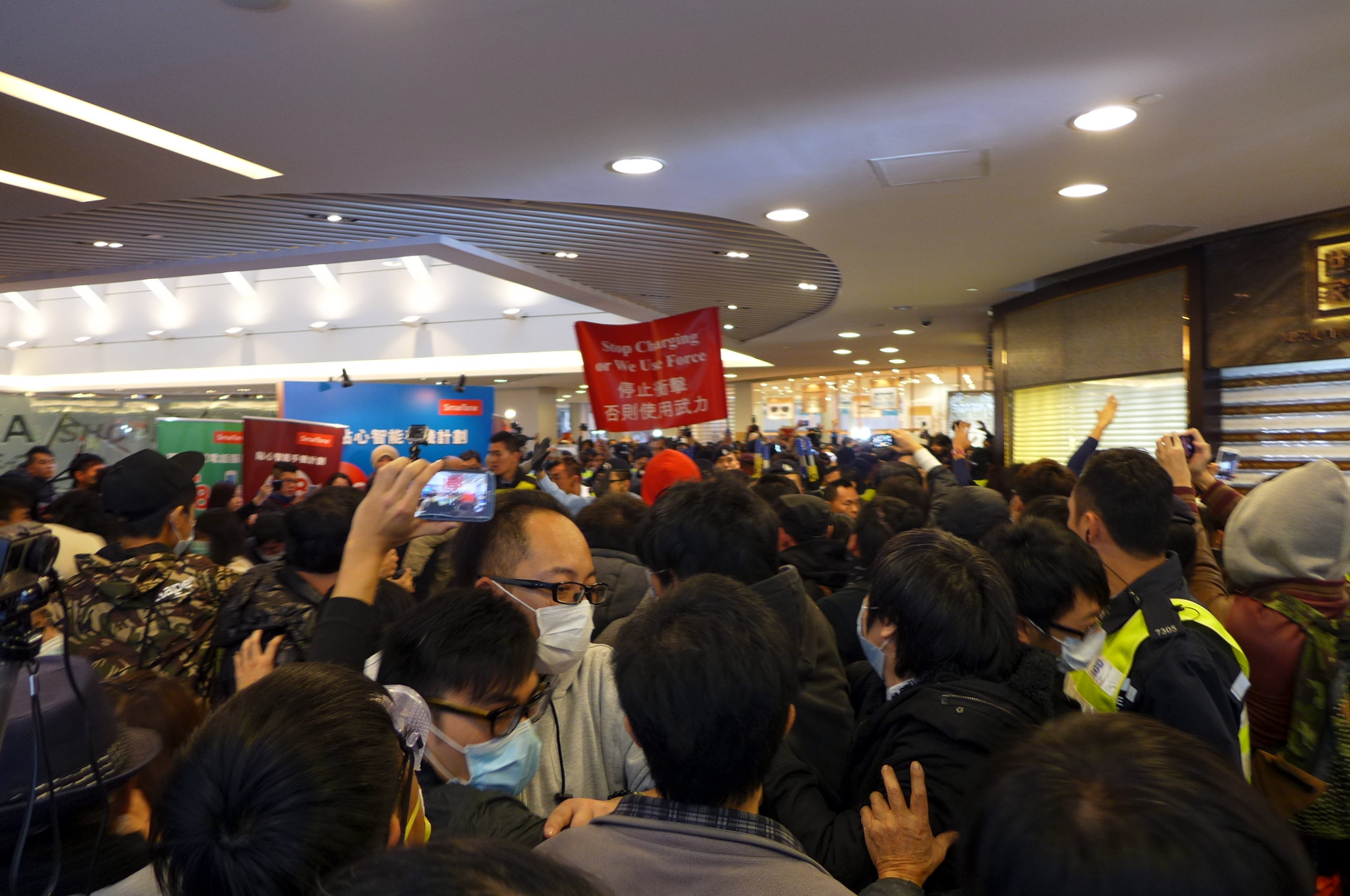
2015年2月8日，光復屯門示威者進入屯門時代廣場後，警察機動部隊突然施放胡椒噴劑及使用警棍襲擊在場人士

2015年2月8日，光復屯門示威者到屯門時代廣場二期示威，在多間店舖門前高呼口號。警察傳令員突然展示紅色旗幟及舉起胡椒噴劑，示威者不滿，向警務人員投擲雜物還擊，引起警務人員數度在商場內施放胡椒噴劑及揮動警棍驅趕，廣場店舖紛紛關門，甚至有職員、客人被一度困於店內。衝突中雙方均有受傷，包括一名示威者和一名從後被推跌，致昏迷及鄂骨受傷的警務人員需要送往醫院接受醫療。雙方及後一直在現場對峙近兩小時，至入夜後示威者人數漸減少至約50人，全數返回城巴B3X線示威。。

### 五歲女童被虐殺案
2018年1月6日，5歲女童陳瑞臨在屯門時代廣場C座一單位內被發現因受虐打及疏忽照顧致虐死，另其8歲兄長陳志逸亦被虐打，其生父繼母被控一項謀殺罪，事件再度引起社會對虐待兒童問題的關注。2021年4月13日，陪審團大比數裁定兩人謀殺罪成，另外女童繼外婆的4項殘暴對待兒童罪，則其中2項被判罪成。三人已於4月20日判刑，當中生父及繼母依例被判囚終身，另繼外婆被判囚5年。然而，他們先後在2021年5月提出上訴，現正處理中。

## 鄰近建築
- 錦薈坊
- 屯門市廣場
- 屯門大會堂
- 屯門裁判法院
- 屯門公園
- 屯門公共圖書館
- 屯門政府合署